# 察隅矮柳
察隅矮柳（学名：Salix zayulica）为杨柳科柳属的植物，为中国的特有植物。分布于中国大陆的西藏等地，生长于海拔3,600米的地区，多生于山坡砾石滩上，目前尚未由人工引种栽培。